# Laurabuc
Laurabuc (okzitanisch: Laurapuc) ist eine französische Gemeinde mit 411 Einwohnern (Stand: 1. Januar 2022) im Département Aude in der Region Okzitanien. Sie gehört zum Arrondissement Carcassonne und zum Kanton La Piège au Razès. Die Einwohner werden Laurabuciens genannt.

## Lage
Laurabuc liegt etwa 30 Kilometer westnordwestlich von Carcassonne. Umgeben wird Laurabuc von den Nachbargemeinden Saint-Martin-Lalande im Norden und Nordosten, Pexiora im Nordosten und Osten, Villasavary im Osten und Südosten, Laurac im Süden sowie Mireval-Lauragais im Westen.

## Bevölkerungsentwicklung
| Jahr                       | 1962 | 1968 | 1975 | 1982 | 1990 | 1999 | 2006 | 2019 |
| Einwohner                  | 292  | 249  | 368  | 359  | 288  | 308  | 371  | 402  |
| Quellen: Cassini und INSEE |      |      |      |      |      |      |      |      |

## Sehenswürdigkeiten
- Kirche Saint-Pierre et Saint-Paul  aus dem 19. Jahrhundert

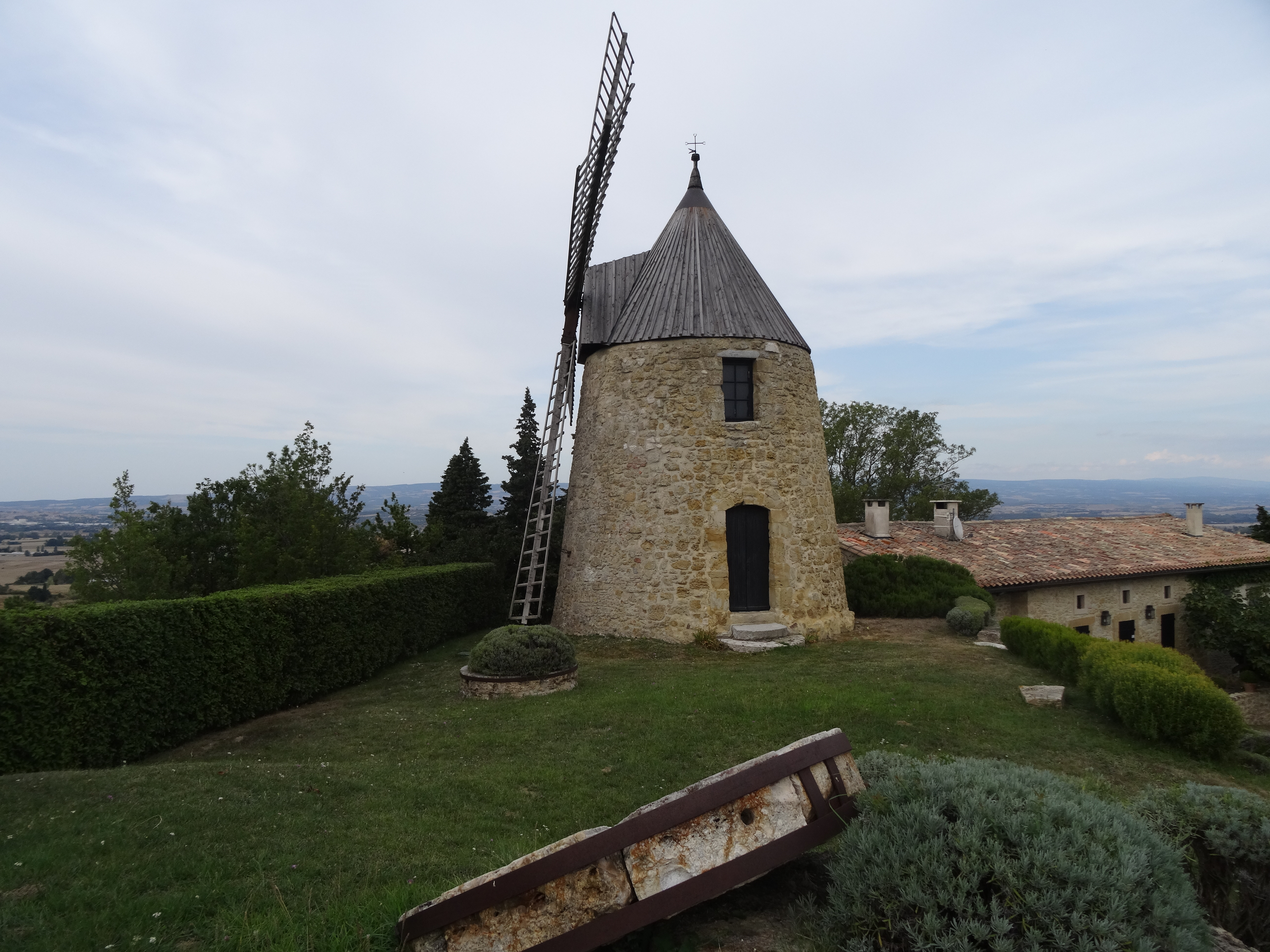
Mühle Saint-Jean

- Mühle Saint-Jean